# Lucio Cornelio Pusión
Lucio Cornelio Pusión (en latín Lucius Cornelius Pusio, fl. 55-70) fue un senador romano del siglo I, que desempeñó su cursus honorum bajo los imperios de Claudio, Nerón y Vespasiano.

## Orígenes
Como otros muchos senadores de la época, posiblemente era natural de la provincia hispana de la Bética, del municipium Gades, donde se documenta uno de sus esclavos y uno de sus libertos.

## Carrera política

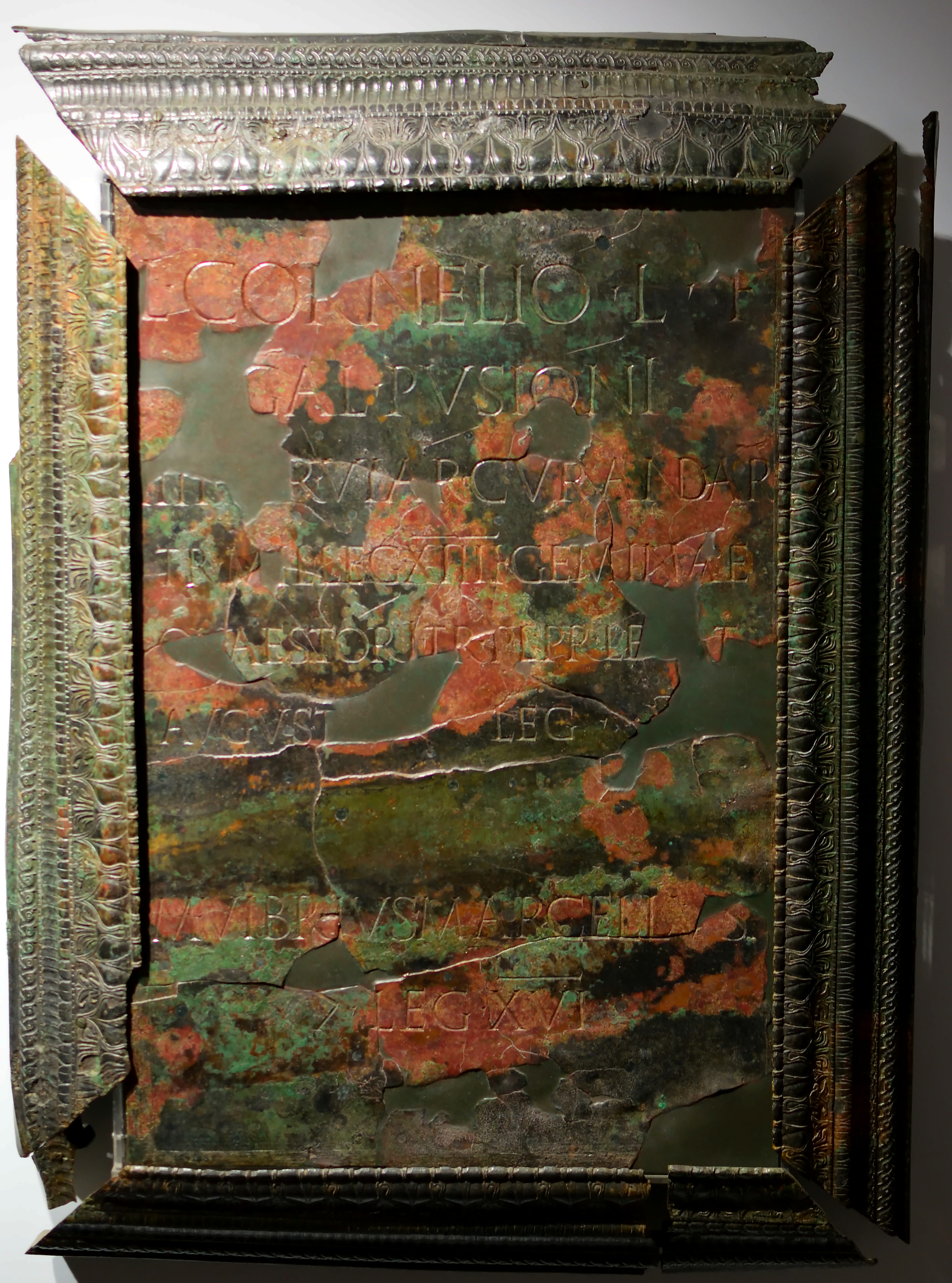
Pedestal dedicado a Cornelio Pusión por el centurión de la Legio XVI Gallica Marco Vibrio Marcelo en 55.

Conocemos buena parte del desarrollo de su cursus honorum gracias a una inscripción sobre un pedestal de bronce para una estatua suya, de la que se conserva también la cabeza, encontrada en el Palacio Campanari en la colina del Quirinal en Roma, dedicada a su jefe por el centurión de la Legio XVI Gallica Marco Vibrio Marcelo, cuyo desarrollo es el siguiente:

L(ucio) Cornelio L(uci) f(ilio)

Gal(eria) Pusioni

IIIIvir(o) viar(um) curandar(um)

tr(ibuno) mil(itum) leg(ionis) XIIII Geminae 4

quaestori tr(ibuno) pl(ebis) pr(aetori) legat(o)

August(i) leg(ionis) XVI

M(arcus) Vibrius Marcellus

) (centurio) leg(ionis) XVI 8

La carrera de Pusión empezó dentro de vigintivirato como IVvir viarum curandarum, encargado del mantenimiento de la calles de la ciudad de Roma, a comienzos del imperio de Claudio. Poco después, fue enviado como tribuno laticlavio a la Legio XIV Gemina en su base de Ratae Corieltauvorum (Leicester, Reino Unido) en Britania, poco después de la invasión de la isla por Claudio.
De vuelta a Roma, fue elegido sucesivamente cuestor, tribuno de la plebe y pretor entre los años 47 y 51. Ya con el rango pretorio, fue nombrado legado de la Legio XVI Gallica, con campamento en Noavaesium (Neuss, Alemania) en el distrito militar de Germania Inferior, cargo que desempeñó entre los años 52 y 54.
Al subir Nerón al trono, terminó su mandato y en el año 55 estaba de vuelta en Roma, que es cuando el mencionado centurión Vibrio Marcelo le dedicó su estatua en bronce.
Bajo Nerón no ocupó ningún cargo, pero en el año de los cuatro emperadores debió decantarse por Vespasiano, quien le nombró consul suffectus en algún momento de los años 72 o 73.

## Descendencia
Lucio Cornelio Pusión Annio Mesala, consul sufecctus en 90, era su hijo.